# سيباستيان هوبر
سيباستيان هوبر (بالألمانية: Sebastian Huber)‏ هو متزلج جماعي ألماني، ولد في 26 يونيو 1901 في فوسن في ألمانيا، وتوفي بنفس المكان في 6 مارس 1985.

## وصلات خارجية
- سيباستيان هوبر على موقع اللجنة الأولمبية الدولية (الإنجليزية)
- سيباستيان هوبر على موقع أوليمبيديا (الإنجليزية)